# パブリックアートのためのスケッチ美術館

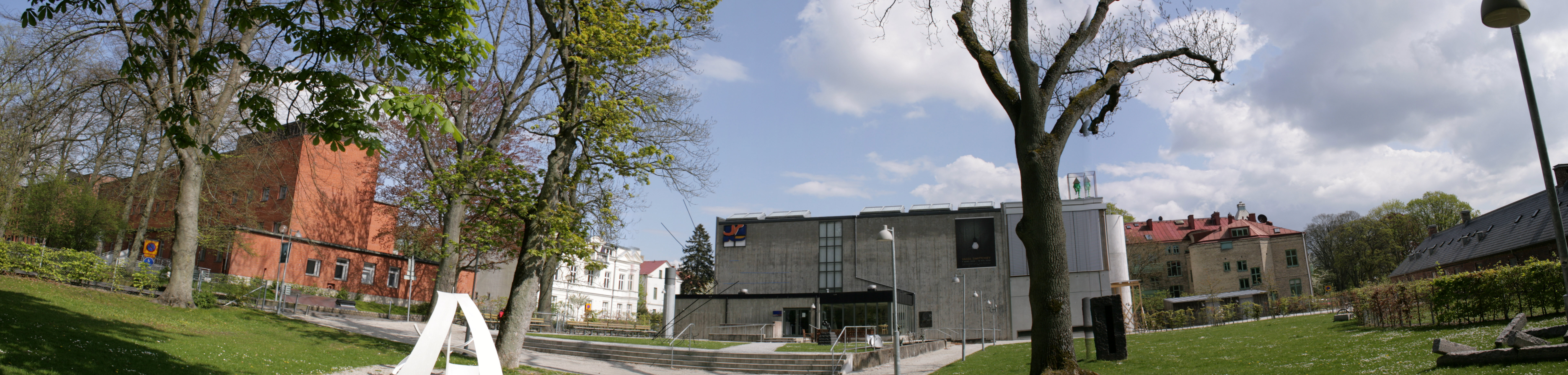
パブリックアートのためのスケッチ美術館
2008年5月

パブリックアートのためのスケッチ美術館（パブリックアートのためのスケッチびじゅつかん、スウェーデン語 : Skissernas museum - Arkiv för dekorativ konst 、英語 : Museum of Sketches for Public Art）は、スウェーデンのルンド大学にある美術館で、現代のフレスコ画、彫刻、レリーフなどの記念碑的パブリックアートのスケッチや図面の収集と展示を専門としている。博物館には、アイザック・グリューネヴァルトなど主要な20世紀のスウェーデンの芸術家や北欧の芸術家、ヘンリー・ムーア、ディエゴ・リベラ、アンリ・マティスなどの外国の芸術家によるスケッチといった約25,000点の作品を収蔵する。
ルンド大学の芸術史と芸術理論の教授であるラグナル・ヨセフソン（1891–1966）によって1934年に設立された。芸術家の創造的なプロセスを明らかにする資料を収集したかったヨセフソンは、著書『芸術作品の誕生』（Konstverketsfödelse、1940年）を始めとする多くの研究で知られる。ヨセフソンによって収集されたコレクションは、1941年にルンド大学図書館近くの建物で一般公開された。
元は古い体育館で、建築家のハンス・ウェストマンが改築し、2005年にはヨハン・セルシングの設計によって再改築された。その際、2001年から建設工事のため閉鎖された後、2005年3月に営業再開された。